# Alexis Ryan
Alexis Ryan (18 de agosto de 1994) es una ciclista profesional estadounidense, tras estar varios años en equipos de su país, logrando debutar como profesional con 17 años, en 2014 dio el salto a Europa con el Canyon SRAM Racing.
Su hermana mayor, Kendall, también es ciclista profesional aunque esta nunca ha salido de equipos de su país y su trayectoria completa como profesional la ha disputado en el Team TIBCO-To The Top donde coincidieron en las temporadas 2014-2015.

## Trayectoria deportiva
Como suele ser habitual antes de dar el salto definitivo a la carreta destacó de joven en otras especialidades de ciclismo como el cyclo-cross siendo campeona de Estados Unidos en categoría cadete con 14 años.
Debutó como profesional con 17 años con el Team TIBCO-To The Top en 2012, sin embargo, en agosto la dieron la baja para fichar a Heather Ross. Fue una temporada discreta en la que solo logró destacar en el USA Cycling National Racing Calendar de su país.
En 2013 bajó a la categoría amateur y tras algunos buenos resultados en carreras internacionales con la Selección de los Estados Unidos en ese 2013, en 2014 volvió al profesionalismo. No destacó demasiado en el UnitedHealthcare Professional Cycling Team durante las temporadas 2014 y 2015, solo obtuvo buenos puestos en etapas del Tour Femenino de San Luis 2014. Aun así en 2016 dio el salto al Canyon Sram Racing donde definitivamente comenzó a destacar internacionalmente sobre todo a partir del 2018.

## Palmarés
2018
- Drentse Acht van Westerveld
- 1 etapa del Tour Cycliste Féminin International de l'Ardèche

## Resultados en Grandes Vueltas y Campeonatos del Mundo
Durante su carrera deportiva ha conseguido los siguientes puestos en las Grandes Vueltas femeninas y en los Campeonatos del Mundo en carretera:
| Carrera         | Carrera         | 2013 | 2014 | 2015 | 2016 | 2017 | 2018 | 2019 | 2020 | 2021 |
| --------------- | --------------- | ---- | ---- | ---- | ---- | ---- | ---- | ---- | ---- | ---- |
|                 | Giro de Italia  | —    | —    | —    | 65.ª | 46.ª | 62.ª | 90.ª | —    | 58.ª |
|                 | Tour de l'Aude  | X    | X    | X    | X    | X    | X    | X    | X    | X    |
|                 | Grande Boucle   | X    | X    | X    | X    | X    | X    | X    | X    | X    |
| Mundial en Ruta | Mundial en Ruta | —    | —    | —    | 30.ª | —    | Ab.  | —    | —    | —    |

—: no participa
Ab.: abandono

X: ediciones no celebradas

## Equipos
- Team TIBCO-To The Top (2012)[7]
- UnitedHealthcare Professional Cycling Team (2014-2015)
- Canyon SRAM Racing (2016-2021)